# 杉野ゆき
杉野 ゆき（すぎの ゆき、[2月27日] - ）は、愛媛県生まれのモデル。英会話を得意とし、通訳、レポーターとしても活動している。
所属事務所は、プリッツコーポレーション。

## 人物
- 特技は、英会話で発音はネイティブ並み。また、ヘアメイクもプロかのような腕前である。
- 趣味は、読書・旅行・映画鑑賞・音楽鑑賞・写真撮影・ゲーム・ファッションやアートに触れること・ご当地グルメ
- 弟が2人いる[2]。

## 出演

### 現在
レポーター
- 全日本選手権フォーミュラ・ニッポン2012公式ダイジェストムービー出演
- 全日本選手権スーパーフォーミュラ2013公式ダイジェストムービー出演

### 過去
雑誌
- 「おい街」カバーガール（雑誌）
- 「WATCHA!!」カバーガール（フリーペーパー）

スチール
- 株式会社ビューティー島田　パンフレットモデル
- Ｔシャツブランド Little Boy　商品イメージモデル
- アウトドアブランド　Coleman　2011・2012イメージモデル（アジア全域カタログ）

ファッションショー
- 水着Lady Cat　ショーモデル

WEB
- Hotpepper Beauty

作品
- コラージュアーティスト
- Photographer : Kazu Turudome　とコラボで、ポストカードを販売
- 自由が丘の美容室　Merry Landの広告ポスター

#### イベント
- 東京オートサロン2011 TWSプリンセス[1]
- 東京オートサロン2013 iPhone Magazineブースコンパニオン（相方：豊島沙耶加[3]）
- 東京モーターショー2013 ボルボトラックブースコンパニオン[4]
- 東京モーターショー2015 東海理化ブースコンパニオン[5]